# Пенетратор
Пенетратор — ударный проникающий датчик, внедряющийся в грунт. Применяется для космических исследований. Состоит из трех частей: верхняя (для исследования поверхности планеты), средняя (для исследования верхнего слоя грунта) и нижняя, уходящая на тросах на 4—6 м в грунт для его исследования.

## Летные образцы
До летных испытаний доведены пенетраторы станций Марс-96 и Mars Polar Lander. Оба предполагались для исследований Марса. Изготовлено по два аппарата каждого типа. Марс-96 постигла неудача на орбите Земли, Mars Polar Lander — на орбите Марса.
В 2018 году НАСА отправило на Марс спускаемый аппарат InSight, в составе которого был сейсмометр SEIS и бур, по своей сути являющийся пенетратором. Посадка на Красную планету произошла 26 ноября 2018 года на равнине Элизиум.
В рамках британской миссии MoonLITE предполагалось использовать несколько подобных устройств.
В 2013 году были проведены испытания зонда, предназначенного для Европы, спутника Юпитера. В ходе испытаний 20 килограммовый зонд разогнали до скорости 340 метров в секунду, а затем столкнули с десятитонной ледяной глыбой. Испытания прошли успешно, аппаратура зонда не получила повреждений.